# 舊庄 (崙背鄉)
23°47′14″N 120°19′46″E / 23.78722°N 120.32944°E
舊庄，是台灣雲林縣崙背鄉的一個傳統地域名稱，位於該鄉中部至東北部。相較於今日行政區，其範圍大致為五魁村北部邊界地帶中央處、舊庄村東大半部、草湖村東部、水尾村不含東南部，以及二崙鄉最北部凸出部分。

## 歷史
台灣清治末期至日治初期，舊庄地區為一街庄，稱為「舊庄」，隸屬於布嶼堡。該庄北隔濁水溪與潭墘庄為界，東與大庄、崩溝藔庄為鄰，南邊為五塊厝庄，西邊為貓兒干庄、草湖庄。
1901年（日治明治三十四年）11月，全台廢縣廳改設二十廳，該庄隸屬於斗六廳。1903年（明治三十六年）6月，該庄編入「崙背區」，隸屬於斗六廳。1909年（明治四十二年）10月，合併二十廳為十二廳，崙背區改隸屬於嘉義廳。1920年（大正九年），全台地方制度大改正，廢十二廳改設五州二廳，該庄改制為「舊庄」大字，隸屬於臺南州虎尾郡崙背庄。
戰後崙背庄改制為崙背鄉，隸屬於臺南縣，大字亦改制為村。1946年8月25日，崙背、麥寮分治，本地區仍隸屬於崙背鄉。1950年10月，雲、嘉、南分治，崙背鄉改隸屬於雲林縣。

## 聚落
本地區發展較早的聚落為下竹圍、舊厝（舊庄）、頂藔等，在日治期初期的官方地圖上已有記載。此外，本地區尚有田底仔聚落。

## 交通
縣道154號（豐榮路、下街）是麥寮六輕廠至林內的道路，也是雲林縣最北側的橫貫縣道，大致以西北西—東南東走向經過本地區南部。由該道路向西北西可前往麥寮的六輕廠；向東南東轉東可前往二崙中北部、西螺、莿桐中北部、林內等地。
縣道156號（五常路、中山路）是麥寮鄉至莿桐鄉饒平的道路，也是雲林縣主要的橫貫道路之一，大致以西微南—東微北走向轉西北微西—東南微南走向經過本地區南部邊界外不遠處的五塊厝與阿勸交界地帶。由該道路向西微南可前往阿勸與大有交界地帶、大有、興化厝中部、麥寮並止於省道台17線路口；向東南微南可前往崙背市區、二崙南部、西螺南部、莿桐並止於縣道154號路口。
鄉道雲10線是豐榮（貓兒干）至山仔門的道路，大致以西微北—東微南走向由本地區西部邊界中央處入境後轉東，至本地區東部田底聚落經鄉道雲15線路口後出境。由該道路向西微北可前往草湖、貓兒干並止於縣道154號路口；向東可前往大庄西南部、番社北部並止於該地區東側邊界處的省道台19線、縣道154號共線北側端點路口（油車地區山仔門聚落西南郊）。
鄉道雲13線是草湖至鹽園的道路，大致以北北東—南南西走向由本地區西部南側凸出部分的北側邊界入境後，經縣道154號路口後進入舊庄聚落，於聚落內轉東南再轉南南西，出聚落後至下竹圍聚落經鄉道雲13-1線起點路口轉東再轉東南微南以至於本地區南部邊界中央處出境。由該道路向北北東可前往草湖並止於鄉道雲10線路口；向東南微南可前往五塊厝東部、阿勸東部略偏南並止於鄉道雲16線路口（該地區鹽園聚落南微西郊，較接近中厝聚落）。
鄉道雲13-1線是下竹圍至下店仔的道路，其北側端點（起點）位於本地區西南部下竹圍聚落的鄉道雲13線轉角路口。由此向南南西行，出聚落後續直行以至於本地區南部邊界偏西處出境，轉南可前往五塊厝西部、阿勸地區中部下店仔聚落東南側並止於鄉道雲6線路口。
鄉道雲15線是洲仔至崙背的道路，其北側端點（起點）位於本地區東北部近地帶的洲仔聚落西側鎮安宮前叉路口。由此向東南出境後，至鄉道雲14線起點路口轉南南西再度入境並沿本地區東部近邊界地帶而行，經鄉道雲10線路口後續行，於本地區東部凸出部分南部邊界東側出境後，可前往崩溝寮、崩溝寮與八角亭交界地帶、崙背市區並止於鄉道雲17線路口。